# ألموناثيد دي لا كوبا
بلدية المُنَستير أو (نقحرة: ألموناثيد دي لا كوبا) (بالإسبانية: Almonacid de la Cuba) هي بلدية تقع في مقاطعة سرقسطة التابعة لمنطقة أرغون شمال شرق إسبانيا.

## الديموغرافيا
بلغ عدد سكان بلدية المُنَستير 270 نسمة عام 2011 (وفقاً للمعهد الوطني الإسباني للإحصاء).
| 355 | 352 | 325 | 297 | 300 | 289 | 270 |